# Afrocamilla arizona
Afrocamilla arizona är en tvåvingeart som beskrevs av Barraclough och Wheeler 1995. Afrocamilla arizona ingår i släktet Afrocamilla och familjen gnagarflugor.
Artens utbredningsområde är Arizona. Inga underarter finns listade i Catalogue of Life.